# ميريام ديفيد
ميريام ديفيد (بالإنجليزية: Miriam David)‏ هي أكاديمية بريطانية، ولدت في 9 أغسطس 1945.